# Monique van der Lee
Monique van der Lee (Heerhugowaard, 7 november 1973) is een voormalig Nederlands judoka, die in 1995 wereldkampioene werd in de zogeheten Open Klasse (alle gewichtscategorieën). Haar erelijst vermeldt verder onder meer twee bronzen WK-medailles, behaald in 1991 en 1993 in de +72 kilogram-divisie, en vier Europese titels.
Van der Lee nam eenmaal deel aan de Olympische Spelen: 'Barcelona 1992'. Daar werd Van der Lee reeds uitgeschakeld in de eerste ronde van de zwaarste categorie bij de vrouwen, het zwaargewicht (boven 72 kilo).
Vier jaar later diende Van der Lee, samen met collega's Irene de Kok en Anita Staps, een aanklacht in tegen hun coach Peter Ooms wegens ongewenste intimiteiten. De tuchtcommissie van de Judo Bond Nederland schorste de trainer uit Tilburg voor drie jaar.
In datzelfde jaar verloor Van der Lee de olympische concurrentiestrijd met haar rivale Angelique Seriese; niet zij, maar de Brabantse mocht naar Atlanta.

## Erelijst

### Wereldkampioenschappen
- 1991 – Barcelona, Spanje (+72)
- 1993 – Hamilton, Canada(+72)
- 1995 – Chiba, Japan (open)

### Europese kampioenschappen
- 1990 – Frankfurt, West-Duitsland (open)
- 1991 – Praag, Tsjecho-Slowakije (+72 kg)
- 1992 – Parijs, Frankrijk (+72 kg)
- 1993 – Athene, Griekenland (+72 kg)
- 1994 – Gdansk, Polen (open)
- 1995 – Birmingham, Verenigd Koninkrijk (+72 kg)
- 1996 – Den Haag, Nederland  (open)